# ディルク5世 (ホラント伯)
ディルク5世（オランダ語：Dirk V, 1053年 - 1091年6月17日）は、ホラント伯（在位：1061年 - 1091年）。

## 生涯
ディルク5世はホラント伯フロリス1世とゲルトルート・フォン・ザクセンの息子である。
1061年に父が死去し、ディルクがホラント伯位を継承した。しかし幼少であったため、最初は母ゲルトルートが後見人をつとめ、ゲルトルートが再婚するとその夫ロベール・ド・フランドル（フランドル伯・エノー伯ボードゥアン6世の弟）の後見下に置かれた。ロベールはユトレヒト司教ウィレム1世の領地に対する主張をかわし、かつてユトレヒト司教のものであったディルクの領地をすべて皇帝ハインリヒ4世に返還した。しかし、ロベールが1070年にフランドルの支配権を要求すると、兄ボードゥアン6世の死後に戦争が勃発し、ホラントは下ロートリンゲン公ゴットフリート4世により征服され、ユトレヒト司教が領地として保持することとなった。
ゴットフリート4世およびユトレヒト司教ウィレムが殺害された後、ディルクは継父ロベールの助けを借りて、長い戦争の末にホラント伯領を取り戻すことに成功した。その後、ディルクはフリースラントの他の地域を征服し、1091年に亡くなるまで近隣領主に脅かされることなく統治を続けたとみられる。

## 家族
ディルクはザクセン出身のオテルヒルデという女性と結婚し、1子をもうけた。
- フロリス2世（1085年頃 - 1121年） - 1101年に最初に「ホラント伯」の称号を用いた